# Ordem da Bravura (Iugoslávia)
A Ordem de Bravura (em servo-croata: Орден за храброст / Red za hrabrost) era uma medalha de bravura iugoslava, a vigésima terceira condecoração geral iugoslava. 
Foi concedido a indivíduos que se destacaram por extraordinária coragem durante a guerra. A grande maioria foi concedida a guerrilheiros iugoslavos por ações durante a Segunda Guerra Mundial. Um total de 120.636 encomendas foram concedidas na Iugoslávia. 

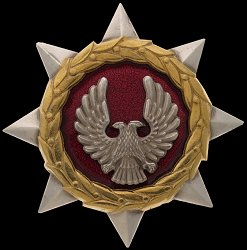
Distintivo da Ordem da Bravura na República Federal da Iugoslávia e Sérvia e Montenegro (1998-2006)